# استلا گریگوریان
استلا خاچاطوری گریگوریان (ارمنی: Ստելլա Խաչատուրի Գրիգորյան؛ انگلیسی: Stella Grigoryan؛ زادهٔ ۴ نوامبر ۱۹۸۹) مجسمه‌ساز و نقاش اهل ارمنستان است.

## زندگی‌نامه
وی در ۴ نوامبر ۱۹۸۹ در آراگاتساوان به دنیا آمد و از دانشگاه دولتی علوم پرورشی خاچاطور آبوویان ارمنستان فارغ‌التحصیل گشت. 

## نمایشگاه‌ها
- رقابت جوانان[الف] ۲۰۱۳
- برنز و حجم[ب], ۲۰۱۳
- نمایشگاه-رقابت وقف‌شده به سارگیس مقدس[پ], ۲۰۱۴
- نمایشگاه مجسمه‌سازی جمهوری‌خواه[ت], ۲۰۱۴
- نمایشگاه وقف‎شده به نسل‎‌کشی ارمنی‌ها - پس از ۱۰۰ سال[ث], ۲۰۱۵

## جوایز
- جایزه سارگیس مقدس[ج], ۲۰۱۵
- جایزه سارگیس مقدس[چ], ۲۰۱۶
- جشنواره بین‌المللی جوانان به خاطر اثر مجسمه‌سازی[ح]
- برنده مسابقه نمایشگاه صدمین سالگرد نسل‌کشی ارمنی‌ها  "گذشته در حال"[خ]

## یادداشت
1. ↑  Youth competition in
2. ↑  "Bronze and volume"
3. ↑  Exhibition-competition dedicated to the feast of St. Sargis
4. ↑  Republican Sculpture Exhibition
5. ↑  Exhibition dedicated to Armenian Genocide- "After 100 years»
6. ↑  St. Sargis Award
7. ↑  St. Sargis Award
8. ↑  Art Fest 2016 international youth festival, for best sculptural work
9. ↑  Armenian Genocide 100th anniversary of "The past in present" contest-winning exhibition

## نگارخانه

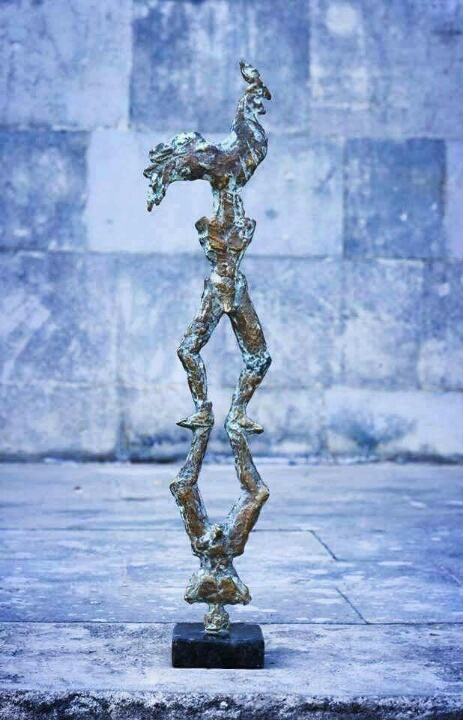
Ֆրանսիական առավոտ շարքից, ۲۰۱۲
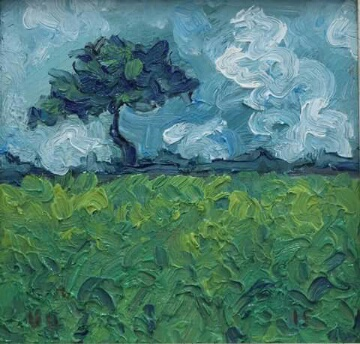
Միայն ۲۰۱۵
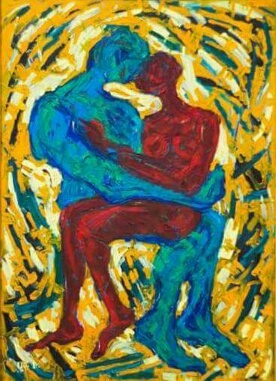
آدام و لیلیت،  ۲۰۱۵
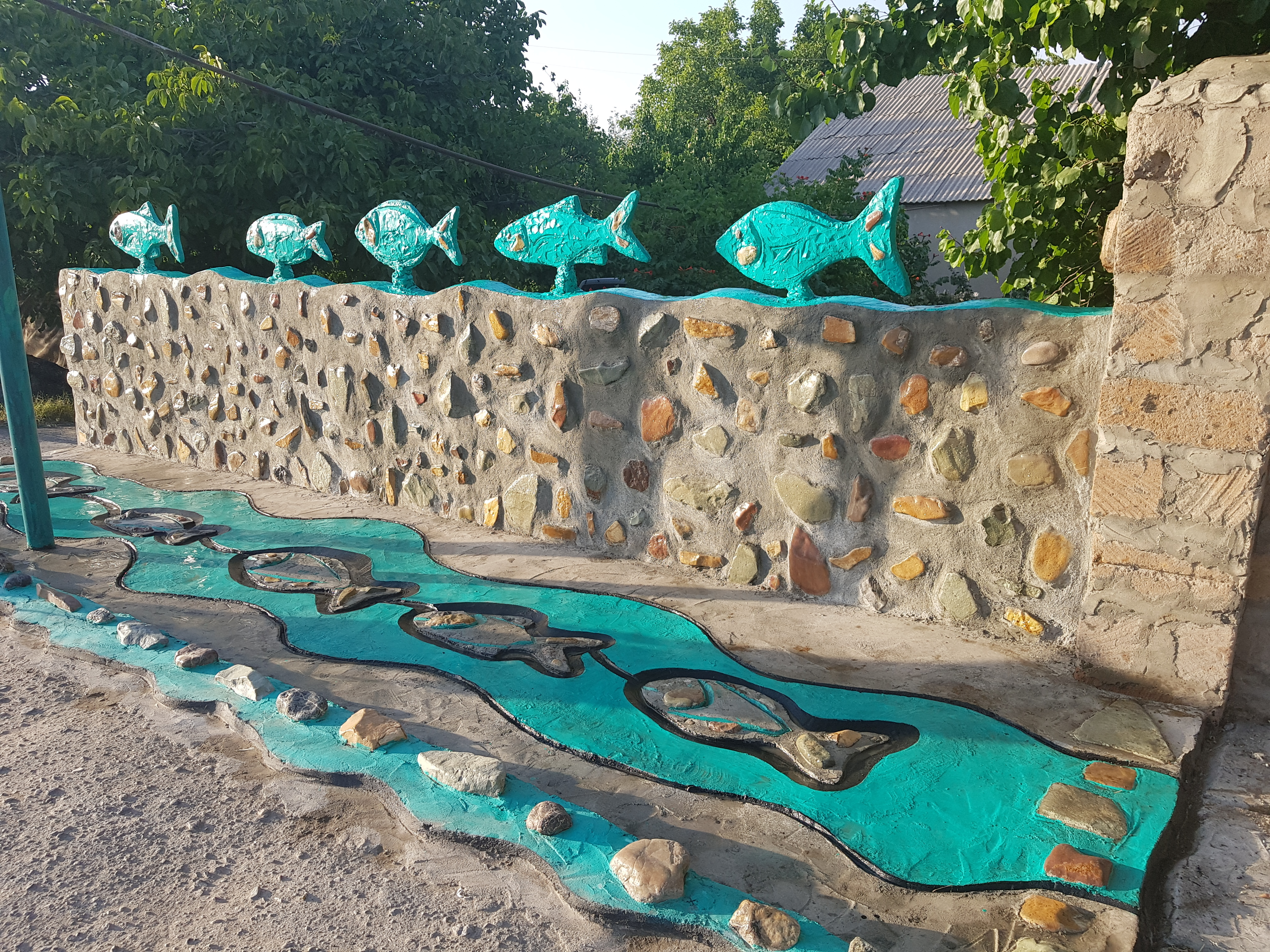
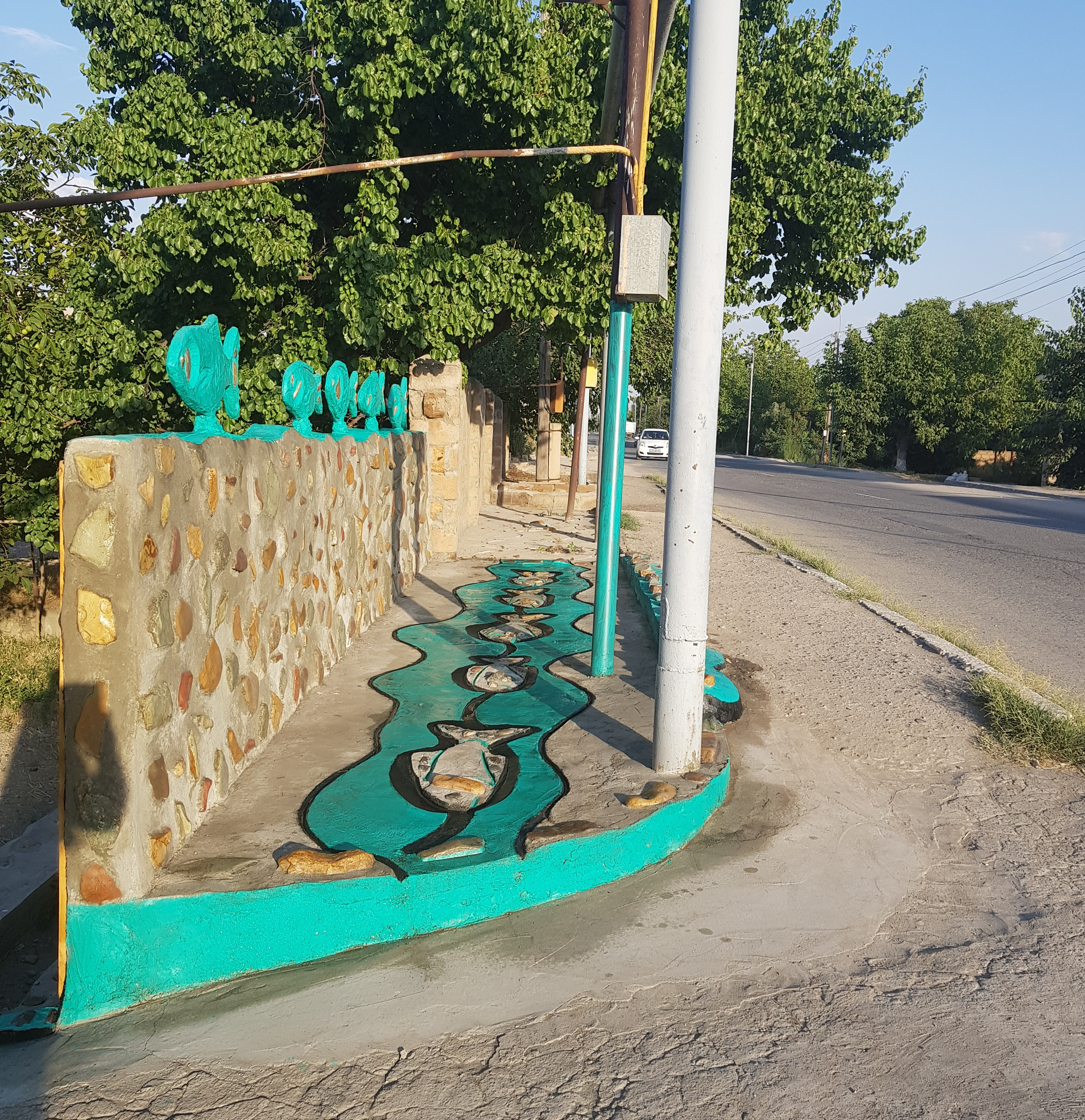
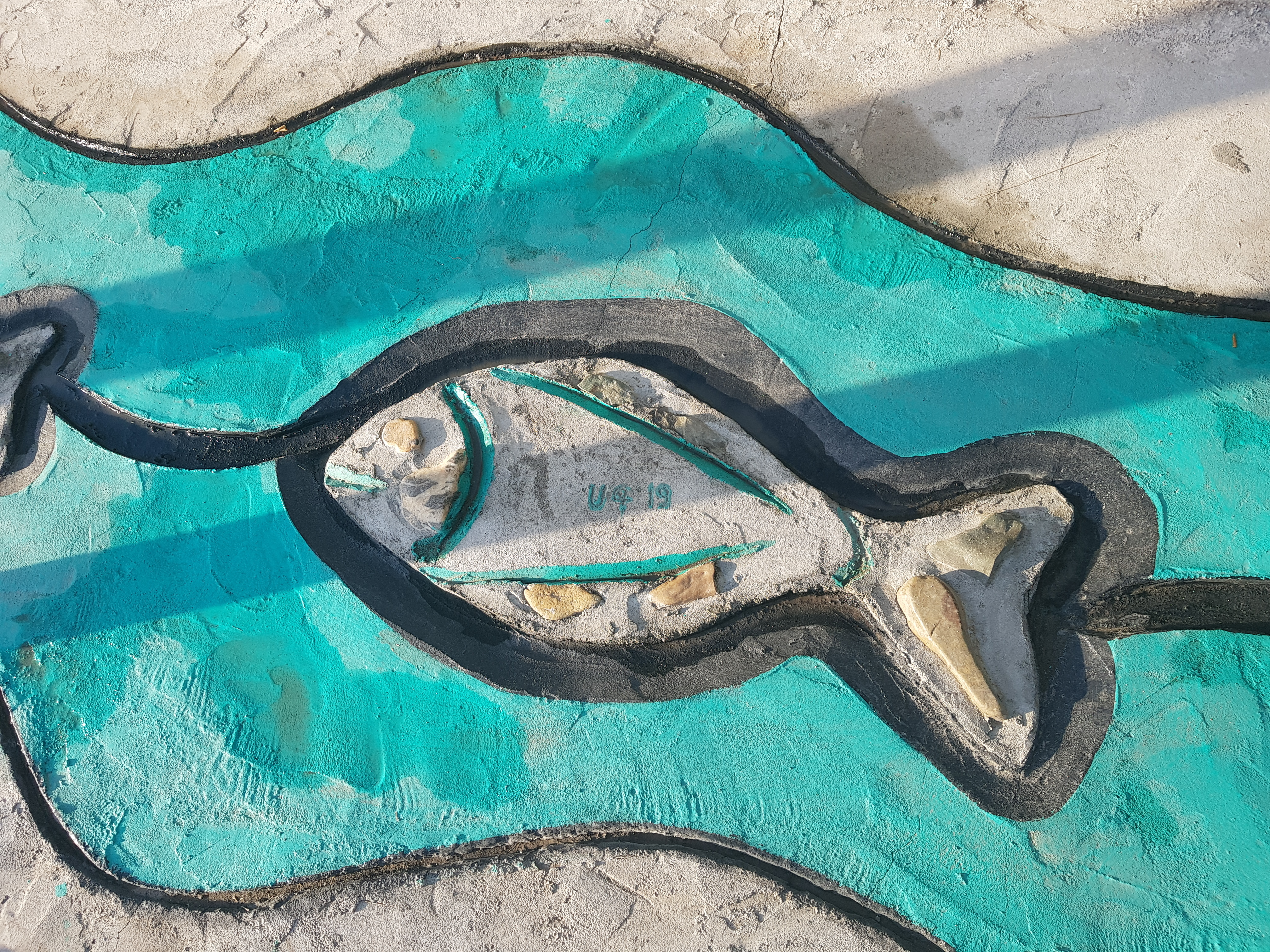